# FIP Florida Heritage Championship
Le FIP Florida Heritage Championship est un championnat de catch (lutte professionnelle) de la Full Impact Pro (FIP). Il s'agit du titre secondaire de cette fédération qui le créé pour rendre hommage au catcheur et promoteur de la Championship Wrestling from Florida Eddie Graham. Depuis le premier règne d'Erick Stevens (en) qui débute le 10 mars 2007, 14 autres catcheurs remportent ce championnat qui est vacant une fois au cours du mois de mai 2016.

## Historique
Le 10 mars 2007, la Full Impact Pro (FIP) organise un tournoi pour désigner le premier champion Florida Heritage de la FIP. Huit catcheurs y participent et Erick Stevens (en) bat Roderick Strong en finale.
|  | Quarts de finale   | Quarts de finale   | Quarts de finale | Quarts de finale |                 |                 | Demi-finales | Demi-finales | Demi-finales | Demi-finales |  |  | Finale | Finale | Finale | Finale |
|  |                    |                    |                  |                  |                 |                 |              |              |              |              |  |  |        |        |        |        |
|  |                    |                    |                  |                  |                 |                 |              |              |              |              |  |  |        |        |        |        |
|  |                    |                    |                  |                  |                 |                 |              |              |              |              |  |  |        |        |        |        |
|  | Jimmy Rave         | Jimmy Rave         | 09:01            | 09:01            |                 |                 |              |              |              |              |  |  |        |        |        |        |
|  | Jimmy Rave         | Jimmy Rave         | 09:01            | 09:01            |                 |                 |              |              |              |              |  |  |        |        |        |        |
|  | Roderick Strong    | Roderick Strong    | Tombé            | Tombé            |                 |                 |              |              |              |              |  |  |        |        |        |        |
|  | Roderick Strong    | Roderick Strong    | Tombé            | Tombé            | Roderick Strong | Roderick Strong | Tombé        | Tombé        |              |              |  |  |        |        |        |        |
|  |                    |                    |                  |                  | Roderick Strong | Roderick Strong | Tombé        | Tombé        |              |              |  |  |        |        |        |        |
|  |                    |                    | Jay Briscoe      | Jay Briscoe      | 13:26           | 13:26           |              |              |              |              |  |  |        |        |        |        |
|  | Jay Briscoe        | Jay Briscoe        | Jay Briscoe      | Jay Briscoe      | 13:26           | 13:26           | Tombé        | Tombé        |              |              |  |  |        |        |        |        |
|  | Jay Briscoe        | Jay Briscoe        |                  |                  |                 |                 |              | Tombé        |              |              |  |  |        |        |        |        |
|  | Larry Sweeney      | Larry Sweeney      | 10:11            | 10:11            |                 |                 |              |              |              |              |  |  |        |        |        |        |
|  | Larry Sweeney      | Larry Sweeney      | 10:11            | 10:11            | Roderick Strong | Roderick Strong | 21:15        | 21:15        |              |              |  |  |        |        |        |        |
|  |                    |                    |                  |                  | Roderick Strong | Roderick Strong | 21:15        | 21:15        |              |              |  |  |        |        |        |        |
|  |                    |                    | Erick Stevens    | Erick Stevens    | Tombé           | Tombé           |              |              |              |              |  |  |        |        |        |        |
|  | Erick Stevens (en) | Erick Stevens (en) | Erick Stevens    | Erick Stevens    | Tombé           | Tombé           | Tombé        | Tombé        |              |              |  |  |        |        |        |        |
|  | Erick Stevens (en) | Erick Stevens (en) |                  |                  |                 |                 |              |              |              |              |  |  |        |        |        |        |
|  | SHINGO             | SHINGO             | 09:12            | 09:12            |                 |                 |              |              |              |              |  |  |        |        |        |        |
|  | SHINGO             | SHINGO             | 09:12            | 09:12            | Erick Stevens   | Erick Stevens   | Tombé        | Tombé        |              |              |  |  |        |        |        |        |
|  |                    |                    |                  |                  | Erick Stevens   | Erick Stevens   | Tombé        | Tombé        |              |              |  |  |        |        |        |        |
|  |                    |                    | Delirious        | Delirious        | 15:12           | 15:12           |              |              |              |              |  |  |        |        |        |        |
|  | Delirious          | Delirious          | Delirious        | Delirious        | 15:12           | 15:12           | Soumission   | Soumission   |              |              |  |  |        |        |        |        |
|  | Delirious          | Delirious          |                  |                  |                 |                 |              | Soumission   |              |              |  |  |        |        |        |        |
|  | Mark Briscoe       | Mark Briscoe       | 03:40            | 03:40            |                 |                 |              |              |              |              |  |  |        |        |        |        |
|  | Mark Briscoe       | Mark Briscoe       | 03:40            | 03:40            |                 |                 |              |              |              |              |  |  |        |        |        |        |
|  |                    |                    |                  |                  |                 |                 |              |              |              |              |  |  |        |        |        |        |

| #  | Champion           | Nombre de règne | Date            | Durée                     | Lieu                     | Notes | Réf    |
| -- | ------------------ | --------------- | --------------- | ------------------------- | ------------------------ | --- | ------ |
| 1  | Erick Stevens (en) | 1               | 10 mars 2007    | 7 mois et 30 jours        | Crystal River, Floride   | Il bat Roderick Strong en finale d'un tournoi | [ 1 ]  |
| 2  | Sal Rinauro        | 1               | 9 novembre 2007 | 11 mois et 2 jours        | Crystal River, Floride   | | [ 3 ]  |
| 3  | Chris Jones        | 1               | 11 octobre 2008 | 5 mois et 17 jours        | Crystal River, Floride   | | [ 4 ]  |
| 4  | Rhett Titus        | 1               | 28 mars 2009    | 6 mois et 5 jours         | Crystal River, Floride   | | [ 5 ]  |
| 5  | Brad Attitude      | 1               | 3 octobre 2009  | 9 mois et 28 jours        | Crystal River, Floride   | | [ 6 ]  |
| 6  | Jake Manning       | 1               | 31 juillet 2010 | 1 an, 2 mois et 28 jours  | Crystal River, Floride   | | [ 7 ]  |
| 7  | Uhaa Nation        | 1               | 29 octobre 2011 | 1 an, 9 mois et 11 jours  | Crystal River, Floride   | Il a le règne le plus long. | [ 8 ]  |
| 8  | Gran Akuma (en)    | 1               | 9 août 2013     | 7 mois et 5 jours         | Ybor City, Floride       | | [ 9 ]  |
| 9  | Lince Dorado       | 1               | 14 mars 2014    | 2 mois et 11 jours        | Ybor City, Floride       | | [ 10 ] |
| 10 | Chasyn Rance       | 1               | 25 mai 2014     | 8 mois et 26 jours        | Orlando, Floride         | Perd le titre en finale de la Florida J Cup 2014 organisée par la I Believe In Wrestling. Le titre de champion des poids mi-lourds de la Southern Championship Wrestling Florida de Rance est aussi en jeu durant ce match. | [ 11 ] |
| 11 | Maxwell Chicago    | 1               | 20 février 2015 | 1 an, 2 mois et 12 jours  | Ybor City, Floride       | | [ 12 ] |
| -  | Vacant             | 1               | 2 mai 2016      | 25 jours                  | -                        | Maxwell Chicago prend sa retraite de catcheur. | [ 13 ] |
| 12 | Donovan Danhausen  | 1               | 27 mai 2016     | 1 jour                    | Orlando, Floride         | Remporte un match à quatre face à Aaron Solow, Lince Dorado et Martin Stone. | [ 14 ] |
| 13 | Martin Stone       | 1               | 28 mai 2016     | 10 mois et 5 jours        | New Port Richey, Floride | Au cours d'un spectacle organisé par l'American Combat Wrestling. | [ 15 ] |
| 14 | Jon Davis (en)     | 1               | 2 avril 2017    | 1 an et 12 jours          | Orlando, Floride         | | [ 16 ] |
| 15 | Eddie Taurus       | 1               | 14 avril 2018   | 1 mois et 11 jours        | Port Richey, Floride     | | [ 17 ] |
| 16 | Jon Davis          | 2               | 25 mai 2018     | 6 ans, 9 mois et 17 jours | Ybor City, Floride       | | [ 18 ] |